# Aït Taguella
Ait Taguella (franska: Ait Taguella (CR), Ait Taguella (Commune Rurale), arabiska: زاوية احنصال) är en kommun i Marocko.   Den ligger i provinsen Azilal och regionen Béni Mellal-Khénifra, i den nordöstra delen av landet, 230 km söder om huvudstaden Rabat. Antalet invånare är 7 340.